# Hornaing Communal Cemetery
Hornaing Communal Cemetery is een Britse militaire begraafplaats gelegen in de Franse plaats Hornaing (Noorderdepartement). De begraafplaats wordt onderhouden door de Commonwealth War Graves Commission.
De begraafplaats telt een niet-geïdentificeerd graf: een onbekend graf uit de Eerste Wereldoorlog.